# 庫爾帕卡卡山
14°11′07″S 70°38′27″W / 14.18528°S 70.64083°W
庫爾帕卡卡山（Collpacaja），是秘魯的山峰，位於該國東南部普諾大區，由梅爾加省的努尼奧瓦區負責管轄，屬於韋爾卡努塔山脈的一部分，海拔高度約5,000米。